# يان جونلينغ
يان جونلينغ (بالصينية: 颜骏凌) (28 يناير 1991 الصين - ) هو لاعب كرة قدم صيني، يلعب كحارس مرمى.

## روابط خارجية
- يان جونلينغ على موقع إي إس بي إن إف سي (الإنجليزية)
- يان جونلينغ على موقع قاعدة بيانات كرة القدم.إي يو (الإنجليزية)
- يان جونلينغ على موقع ناشيونال فوتبول تيمز (الإنجليزية)
- يان جونلينغ على موقع Soccerway.com (الإنجليزية)
- يان جونلينغ على موقع عالم كرة القدم.نت (الإنجليزية)
- يان جونلينغ على موقع اللجنة الأولمبية الصينية (الإنجليزية)